# Municipio de Tyrone (condado de Adams)
El municipio de Tyrone (en inglés: Tyrone Township) es un municipio ubicado en el condado de Adams en el estado estadounidense de Pensilvania. En el año 2000 tenía una población de 2273 habitantes y una densidad poblacional de 40.9 personas por km².

## Geografía
El municipio de Tyrone se encuentra ubicado en las coordenadas 39°57′54″N 77°10′10″O / 39.96500, -77.16944.

## Demografía
Según la Oficina del Censo en 2000 los ingresos medios por hogar en la localidad eran de $43 523 y los ingresos medios por familia eran $45 962. Los hombres tenían unos ingresos medios de $30 102 frente a los $22 250 para las mujeres. La renta per cápita para la localidad era de $16 456. Alrededor del 7,8% de la población estaban por debajo del umbral de pobreza.